# Граймс (Айова)
Граймс (англ. Grimes) — місто (англ. city) в США, в округах Полк і Даллас штату Айова. Населення — 15 392 особи (2020).

## Географія
Граймс розташований за координатами 41°40′44″ пн. ш. 93°48′10″ зх. д. / 41.67889° пн. ш. 93.80278° зх. д. (41.678767, -93.802848).  За даними Бюро перепису населення США в 2010 році місто мало площу 30,74 км², з яких 30,67 км² — суходіл та 0,07 км² — водойми.

### Клімат
| Клімат : Граймс         | Клімат : Граймс | Клімат : Граймс | Клімат : Граймс | Клімат : Граймс | Клімат : Граймс | Клімат : Граймс | Клімат : Граймс | Клімат : Граймс | Клімат : Граймс | Клімат : Граймс | Клімат : Граймс | Клімат : Граймс | Клімат : Граймс |
| Показник                | Січ.            | Лют.            | Бер.            | Квіт.           | Трав.           | Черв.           | Лип.            | Серп.           | Вер.            | Жовт.           | Лист.           | Груд.           | Рік             |
| Абсолютний максимум, °C | 19,4            | 20,6            | 32,2            | 33,9            | 37,2            | 38,9            | 40,6            | 41,1            | 37,2            | 34,4            | 28,3            | 21,1            | 41,1            |
| Середній максимум, °C   | −0,6            | 2,2             | 8,9             | 16,7            | 22,8            | 27,8            | 30,6            | 29,4            | 25,0            | 17,8            | 8,9             | 1,1             | 15,9            |
| Середня температура, °C | −6,1            | −3,3            | 2,8             | 10,0            | 16,7            | 21,7            | 24,4            | 22,8            | 18,3            | 11,1            | 3,3             | −3,9            | 9,9             |
| Середній мінімум, °C    | −11,7           | −9,4            | −3,3            | 3,3             | 10,0            | 15,6            | 17,8            | 16,1            | 11,1            | 3,9             | −2,2            | −9,4            | 3,5             |
| Абсолютний мінімум, °C  | −33,3           | −36,7           | −30,6           | −13,3           | −3,3            | 4,4             | 6,1             | 1,7             | −5,6            | −11,1           | −22,8           | −31,7           | −36,7           |
| Норма опадів, мм        | 23              | 25              | 56              | 94              | 124             | 130             | 130             | 112             | 79              | 64              | 51              | 30              | 918             |
| ----------------------- | --------------- | --------------- | --------------- | --------------- | --------------- | --------------- | --------------- | --------------- | --------------- | --------------- | --------------- | --------------- | --------------- |
| Джерело: weather.com    |                 |                 |                 |                 |                 |                 |                 |                 |                 |                 |                 |                 |                 |

## Демографія
Згідно з переписом 2010 року, у місті мешкало 8246 осіб у 3115 домогосподарствах у складі 2222 родин. Густота населення становила 268 осіб/км².  Було 3272 помешкання (106/км²).
Расовий склад населення:
| - 95,0 % — білих - 1,7 % — азіатів - 1,1 % — чорних або афроамериканців - 0,2 % — корінних американців |

До двох чи більше рас належало 1,3 %. Частка іспаномовних становила 2,5 % від усіх жителів.
За віковим діапазоном населення розподілялося таким чином: 31,2 % — особи молодші 18 років, 63,1 % — особи у віці 18—64 років, 5,7 % — особи у віці 65 років та старші. Медіана віку мешканця становила 31,1 року. На 100 осіб жіночої статі у місті припадало 97,2 чоловіків;  на 100 жінок у віці від 18 років та старших — 95,2 чоловіків також старших 18 років.
Середній дохід на одне домашнє господарство  становив 89 377 доларів США (медіана — 77 652), а середній дохід на одну сім'ю — 109 224 долари (медіана — 97 167). Медіана доходів становила 60 932 долари для чоловіків та 44 102 долари для жінок. За межею бідності перебувало 3,1 % осіб, у тому числі 0,1 % дітей у віці до 18 років та 16,1 % осіб у віці 65 років та старших.
Цивільне працевлаштоване населення становило 5519 осіб. Основні галузі зайнятості: освіта, охорона здоров'я та соціальна допомога — 26,0 %, фінанси, страхування та нерухомість — 22,1 %, науковці, спеціалісти, менеджери — 13,5 %, роздрібна торгівля — 9,4 %.